# Verbi gratia
Verbi gratia, em abreviatura v.g., é uma locução latina de uso atual que significa literalmente "pela graça da palavra". Equivale a "como tal", "por exemplo".
Na tradição ensaística dos séculos XVIII e XIX, escreviam-se as locuções por extenso, como é exemplo o soneto do Epitaphio de Manuel Maria Barbosa du Bocage.